# Sidney Wilson
Sidney Wilson (Arnhem, 4 juli 1911 - Drachten, 20 februari 1986) was een Schots-Nederlandse evangelist.

## Achtergrond
Wilson werd geboren als zoon van de Schotse evangelist Peter Wilson. Zijn vader was actief in de kringen van de Vergadering van gelovigen. In zijn jeugd had Wilson een aversie tegen het christelijk geloof. Dit veranderde na het lezen van het Bijbelboek de Openbaring van Johannes. Hij volgde een Bijbelschool in Engeland en hield zich vervolgens bezig met evangelisatiewerk in de Baltische staten. Tijdens de Tweede Wereldoorlog werd Wilson vanwege zijn Engelse staatsburgerschap geïnterneerd door de Duitsers. Hij zat eerst in Kamp Schoorl en later in diverse kampen in Duitsland.

### Youth for Christ
Na de oorlog raakte Wilson betrokken bij Youth for Christ, een nieuwe Amerikaanse christelijke jongerenorganisatie. De evangelist hielp met de uitbouw van de organisatie in Nederland. Dit deed hij door jeugdcampagnes - zogenaamde rally's - te houden. Hij voelde zich niet gebonden door een kerk en vond dat iedereen op de plek moet blijven waar hij of zij op gesteld was. Na kritiek uit de gevestigde kerken was hij genoodzaakt met het werk te stoppen.

### Jongerenwerk
Wilson ging zich bezighouden met het organiseren van Bijbelstudieweekenden en christelijke jongerenreizen. Daarnaast was hij een veelgevraagd spreker, met name binnen de evangelische beweging. Dit doet hij namens de organisatie Verdieping en Activering. Door zijn werk oefende hij invloed uit op christenen, waaronder Henk Binnendijk, Anne van der Bijl en de Rooms-katholieke priester Frans Horsthuis. Wilson publiceerde veel van zijn Bijbelstudies, onder andere in het blad Kracht van Omhoog.